# だいもん孝之
だいもん 孝之（だいもん たかゆき、本名：大門孝之、1962年 - ）は、日本の放送作家。

## 来歴
東京都荒川区町屋出身で、聖学院中学校・高等学校へ進学。その後ワシントン州スノホミッシュ高校へ留学・卒業。
ビートたけしが義弟・松田秀士を擁するレーシングプロジェクト「たけしプロジェクト」で修行後、業界入りを果たした。シン西川（妻はトップコート代表の渡辺万由美）や豊田俊一を師と仰ぐ。
日本テレビ系「スーパージョッキー」をはじめ、バラエティーから情報系まで手がける。
フジテレビの深夜番組「超V.I.P.」では、4人のビジュアルクィーンを主人公に、初めてとなるドラマの脚本にも挑戦。
恩人として、フジテレビの木村忠寛(現在映像企画部部長）、深瀬雄介プロデューサー、古江学D、そして日本テレビの藤井淳プロデューサー、の渡辺弘（現在、制作局局長）、藤田育男の名を挙げている。
みなと六本木テレビジョン株式会社を設立。テレビ番組中心の活動から、インターネット、携帯のコンテンツ企画など守備範囲を広げて活動中である。現在、東京と名古屋のコラボレート企画を進行中で、また、新人タレントの発掘やイベント・テレビの企画も計画して六本木フェローズを立ち上げている。
新生BS放送局「日本BS放送（BS11）」での番組企画も始めた。

## 過去担当した主な番組
- NTV「スーパーJOCKEY」出演：ビートたけし、佐藤藍子、辺見えみり、ダチョウ倶楽部、飯島直子、飯島愛、菅谷大介（日本テレビアナウンサー)他
- NTV「AX Music Factory」

月曜日「つんくちゃん。」出演：つんく♂他
火曜日「AX Music Factory -Music Site-」
- NTV「Music Mania」出演：SILVA
- NTV「ツヨちゃん堂本舗」出演：堂本剛
- NTV「ザ!鉄腕!DASH!!」出演：TOKIO（企画参加）
- NTV「チェキラ!」出演：こずえ鈴
- NTV「FUN」出演：藤原紀香、今田耕司*番組ではサブコール「Do you wanna get some fun tonight!?」を考案。
- NTV「新春モーニング娘。スペシャル　晴れ着と水着でお年玉大作戦」
- NTV「モーニング娘。天国か!?地獄か!? あか・黄・青大激突inハワイ」
- NTV「音楽神話」出演：モーニング娘。、井上陽水、松任谷由実、ほか
- TBS「爆笑問題の爆乳モンスター」出演：爆笑問題、大原かおり、嘉門洋子、桜庭あつこ、吉田里美 ほか
- TBS「コロンブスのゆで卵」出演：島田紳助　ほか
- TBS「アッコにおまかせ!」出演：和田アキ子、峰竜太、松村邦洋、出川哲朗 ほか
- TBS「噂のCMガール」出演：高田純次
- TBS「学校へ行こう!」出演：V6（ネタだし）
- TBS「実験アパート日の出荘」出演：千原兄弟
- CX「爆笑!スターものまね王座決定戦スペシャル」／総合プロデューサー：木村忠寛（フジテレビ）
- CX「オールスターものまね王座決定戦スペシャル」／総合プロデューサー：木村忠寛（フジテレビ）
- CX「ものまね紅白歌合戦」／総合プロデューサー：木村忠寛（フジテレビ）
- CX「芸能界麻雀最強位決定戦THEわれめDEポン生スペシャル」
- CX「くらぶS.M.J.」出演：堺正章、井上順、加賀まりこ、IZAM／ゲスト：西城秀樹、野口五郎、かまやつひろし ほか
- CX「超V.I.P.」出演：ナオミ・グレース、菅原禄弥（としみ）、劇団ひとり、はなわ、ダンディ坂野 ほか
- CX「超V.I.P.〜ドラマ・フォーチュンの扉〜」出演：市川由衣、香里奈、沢尻エリカ、モト冬樹、成宮寛貴、ダンディ坂野 ほか
- CX「超・超V.I.P.」出演：モト冬樹、菅原禄弥、上島竜兵、ナオミグレース　ほか
- CX「超V.I.P.〜クリスマスSP〜」出演：：堺正章、井上順、秋元康、美川憲一、神田うの、うつみ宮土理 ほか
- CX「深夜戦隊ガリンペロ」出演：賀集利樹、塩谷瞬、杉浦太陽、さまぁ〜ず、中村仁美（フジテレビアナ）
- CX「SDM発!」出演：さまぁ〜ず、井上和香、やまだひさし ほか
- CX「ニューカマーズ第一回放送〜くらいり〜」
- EX「トゥナイト2」
- EX「ワイド!スクランブル」
- EX「ウッチャンナンチャンの炎のチャレンジャー」出演：内村光良、南原清隆／主なゲスト：定岡正二、加藤茶、加藤紀子、さとう珠緒、志村けん、鈴木紗理奈、加藤晴彦、稲垣吾郎、久本雅美、出川哲朗
- EX「爆笑問題のボスキャラ王」出演：爆笑問題、他ゲスト多数
- EX「志村・所の戦うお正月」出演：志村けん、所ジョージ ほか／特別出演：ビートたけし
- CTV「ピンクパパラッチ」（日テレ系）出演：加藤紀子、山田まりや、松方弘樹
- CBC「スパイスベータ」（東海ローカル）出演：おさる、春名愛、ハイブリッド・アルファ／総合演出：藤田剛（mastamaxus）
- CBC「きゃぶと虫」（東海ローカル）出演：森ひろこ、根本はるみ、八幡えつこ、小林恵美 ほか
- TVA「なごやん」（東海ローカル）

＜BS＞
- BS日テレ「スーパースポーツマガジン」出演：宮本和知 ほか
- BS11「Why?」出演：篠田めぐみ、ゲスト多数（毎週土曜日朝10：00〜10：25)
- BS11「大人の自由時間」スペシャル「桑名正博 Tracks on The 35th anniversary〜神の国から〜」出演：美勇士、桑名正博、下田逸郎、桑名晴子、ほか
- BS11「大人の自由時間」日本の社長　城咲　仁、鮎川りな、武藤静香、喜田邦彦、上原ちえ、　ほか

## DVD
- ポニーキャニオン「ダチョウ・ドラマ ものまね花畑（仮）」出演：ダチョウ倶楽部、プロデュース：木村忠寛

## CD
- 2001年競艇新鋭王座決定戦競走 イメージソング「Luck!Yappy!Tucky!」作詞

## 雑誌
- an・an特別編集「真実の運命に出会い「輝く女」になる18の法則」雑誌「アンアン」の巻末占いでおなじみのG・ダビデ研究所がおくる評判の占いムック。編集：オフィス・コバ／小沢真珠、香里奈、若槻千夏、山口もえ、香椎由宇、カンニング竹山
- TOKYO1週間「宮村浩気のモテ番長の晩餐」連載中（2006年11月〜）

## モバイル企画
- 2000年12月26日/27日 " LUNA SEA THE FINAL ACT TOKYO DOME " 東京ドーム2DAYS LUNA SEA終幕コンサートの模様をモバイルで生配信。